# Cerodontha sibirica
Cerodontha sibirica este o specie de muște din genul Cerodontha, familia Agromyzidae, descrisă de Zlobin în anul 1979. Conform Catalogue of Life specia Cerodontha sibirica nu are subspecii cunoscute.